# Cleome ovalifolia
Cleome ovalifolia är en paradisblomsterväxtart som beskrevs av Albert Deflers. Cleome ovalifolia ingår i släktet paradisblomstersläktet, och familjen paradisblomsterväxter. Inga underarter finns listade i Catalogue of Life.